# Aulnois-en-Perthois
Aulnois-en-Perthois è un comune francese di 484 abitanti situato nel dipartimento della Mosa nella regione del Grand Est.

## Società

### Evoluzione demografica
Abitanti censiti